# 白石冬美
白石 冬美（しらいし ふゆみ、1936年〈昭和11年〉10月14日 - 2019年〈平成31年〉3月26日）は、日本の声優、女優、ラジオパーソナリティ、タレント。
静岡県出身。生まれは中華民国北平市（現・北京市）。最終所属は賢プロダクション。

## 略歴
1936年、4人姉妹の長女として北平市（現・北京市）に生まれる。父は医師であった。家族と共に中国より引き揚げて静岡県に暮らす。幼い頃から読書好きであり、物語の世界に入り込んだり、空想を巡らせるのが楽しかったという。学校では放課後の演劇部に熱心なくらいだったという。ミッションスクールの静岡雙葉学園へと進み、在学中から中村錦之助の時代劇に憧れて育った。静岡雙葉高等学校中退後、松竹歌劇団の入団試験に応募して合格を果たし上京するが、自身の未熟さを痛感して入団から3か月後に、新たに基礎から学ぶべく東宝芸能学校の演技科へと席を移した。在学中に東宝ミュージカルの初舞台を経験し、卒業後は日劇ダンシングチームに入団して渥美清らと同じ舞台を踏んだ。日劇ダンシングチーム退団後もドラマや舞台に出演していたが、肝炎により健康を損なって地元の父の元で半年間の療養生活を送った。復帰後はその独特の声質により、CMの仕事を契機に声優としてデビューした。声優としての活動は1960年代からである。第一線で長らく活動したが、後年は専門学校の声優科の講師を務め、後進の指導に専念したため、現場から遠ざかっていた。
桐の会、アクタープロ、東京俳優生活協同組合、河の会、青二プロダクションを経て賢プロダクションに所属していた。
TBSラジオの深夜放送番組『パックインミュージック』においては、1967年から野沢那智とのコンビで金曜日のパーソナリティーを務め、「ナチ・チャコパック」または「ナッチャコパック」と呼ばれ、同番組最長の15年間のロングランを記録した。なお、ラジオで初めて野沢と組んでパーソナリティを務めたのは、『パック』が始まる6か月ほど前の1967年1月頃から放送された同じTBSラジオの30分の映画音楽番組『スクリーン・ミュージック』で、そこで台本から離れての二人のアドリブでの掛け合いが面白いと、ディレクターの熊沢敦に目を掛けられ、そのままコンビで『パック』に起用された。しかし最初は、同番組パーソナリティ起用が内定していたある有名タレントがアメリカに渡っていて、その帰国が大幅に遅れることになったことによる2か月限りの代役の予定だったが、大きな好評を受けてそのまま正式にレギュラーパーソナリティとなったという経緯がある。ナッチャコの由来は野沢のあだ名「ナッチャン」と白石のあだ名「チャコ」に由来している。白石の愛称のチャコは「チッチャイ子」から転じて呼ばれるようになったという。『月刊 愛川欽也 キンキンのパックインミュージック』では欽チャコパックという名で親しまれていた。野沢が没した後の2011年2月には演出家の高平哲郎とともに、「野沢那智さんを偲（）ぶ会」の発起人を務めている。2014年にパックインミュージックについて聞かれた際には、「パックは私の青春そのもの。辛い時でも、TBSのスタジオに入ってみんなの手紙を読むとたちまち元気になれたんです。」と当時を回顧している。
2015年、長年にわたる声優としての貢献を評価されて第9回声優アワード「功労賞」を受賞した。
2019年3月28日、連絡が取れないことを不審に思った親族が一人暮らしをしている東京都世田谷区の自宅を訪ねたところ、意識不明の状態で倒れているのが発見され、その後、死亡が確認された。死因は虚血性心不全で、発見された2日前の26日に死去していたことが確認されている。満82歳没。

## 人物
声種は「ファンタスツィックで変化に富んだメゾソプラノ」。
初主役は『怪物くん』の怪物太郎役で、これと前後して、それまで子供役ばかりだった中で『巨人の星』で大人っぽい女性の星明子役を演じていた。
「少女役より少年役の方が演じていて楽しい」と語っている。思い出に残る作品として、真っ先に『怪物くん』と『パタリロ!』の名を挙げている。その理由は「暴れられるから」。
1980年に『怪物くん』がリメイクされたときは「自分にやらせてほしい」と作者の藤子不二雄（当時名義）に直訴の手紙を出したが、結局声優デビュー当時から交流があった野沢雅子が怪物くん役に決定した。白石はこのことに嘆き悲しんでいたが、野沢は白石に役を奪ったことを直にわびに行ったと言い、その際「野沢さんがやるならいい！」と思ったという。
『Dr.スランプ アラレちゃん』の主人公則巻アラレ役も小山茉美と2人でオーディション最終選考まで残り、当初は白石でほぼ決定していたそうだが、最後の最後で小山にアラレ役が決まったそうで「とてもやりたかった役なので、茉美ちゃんに決まってしまったと聞いた時には正直言うと悔しかった」と『アニメージュ』内のインタビューなどで語っている。白石は『Dr.スランプ アラレちゃん』第53話「アン子ノン子のディスカバー・いなか」で、アラレそっくりのあん子役を演じている。
『あしたのジョー』で1作目からサチ役を務めており、あおい輝彦演じる矢吹丈同様、ほぼ全ての媒体でサチの声を務めている息の長い役となる。
声優が専業として確立するまえから活動していた多くの人物と同様に「声優は俳優の一部」という姿勢を持っており、「声だけで演じるのは難しいから、演技ができなければならない」という芝居の基本ができていないと意味がないという旨の見解を持っている。そのため肝付兼太に声優の専門学校の講師に誘われたときには「声優のいろはだけを教えるなんて私にはできない」と感じていたが、「自分の歩いてきた道を、そのまま生徒に教えてくれればいい」と肝付から言われて、その言葉を胸に声優になるための技能だけでなく、俳優としての技術も後進に指導を行っていた。2013年に浜松市天竜区水窪町を舞台とした長編アニメの制作が計画された際には、東京と浜松を往復して声優の育成に励んだ。また、白石の指導は声優や俳優に留まらず、2014年には嘉悦大学のビジネス創造学部において特別講師として招かれ、「コミュニケーション力をつける」と題とした講義も行っていた。
クリスチャンであり、洗礼も受けている。洗礼名は「マリア・セシリア」。日舞や洋舞などの舞踊、俳句を趣味としており、「茶子（ちゃこ）」の俳号で２つの句会に在籍して作品を発表していた。また、エッセイストとしても活動した。

## 後任・代役
白石の死去に伴い、持ち役を引き継いだ人物は以下の通り。
| 後任       | 役名           | 概要作品                     | 後任の初担当作品                          |
| ---------- | -------------- | ---------------------------- | ----------------------------------------- |
| 新井里美   | ミライ・ヤシマ | 『機動戦士ガンダム』シリーズ | 『機動戦士ガンダム ククルス・ドアンの島』 |
| 上坂すみれ | ツバメ         | 『忍者ハットリくん』         | 『NINJAハットリくんリターンズ』           |

## 出演
太字はメインキャラクター。

### テレビアニメ
1963年
- 鉄人28号（第1作）（第11話までのナレーター、「誕生編」の進行役）

1964年
- ビッグX（ニーナ・ベルトン）

1965年
- W3（ボッコ隊長）

1966年
- おそ松くん（トト子、松野カラ松〈代役〉）
- 鉄腕アトム（チータン）
- リボンの騎士（パイロット版）（サファイア）

1967年
- かみなり坊やピッカリ・ビー（レジ）
- パーマン（1967年 - 1968年、パーマン5号 / パー坊）
- ピュンピュン丸（1967年 - 1970年、さゆり）
- 魔法使いサリー（1967年 - 1968年、ポピー、キューピット、チャオチャオ、タケシ、ユキオ、くまの子、ポロン）
- リボンの騎士（テレビアニメ版）（へケート〈2代目〉）
- レインボー戦隊ロビン（アンヌ〈2代目〉）

1968年
- 怪物くん（モノクロ版）（1968年 - 1969年、怪物太郎）
- 巨人の星（1968年 - 1979年、星明子 / 花形明子） - 3シリーズ
- ゲゲゲの鬼太郎（第1作）
- サイボーグ009（001 / イワン・ウィスキー）
- 佐武と市捕物控（お浪）

1969年
- 巨人の星対鉄腕アトム（星明子）
- 紅三四郎（ジェーン）
- 忍風カムイ外伝（子供）
- ハクション大魔王（ケチオ）
- ひみつのアッコちゃん（第1作）（ミネ子、勇）

1970年
- あしたのジョー（1970年 - 1971年、サチ）
- 昆虫物語 みなしごハッチ（ミツバチのミツコ）
- 動物村ものがたり（ナレーション）

1971年
- 国松さまのお通りだい（サチ）
- 珍豪ムチャ兵衛

1972年
- おんぶおばけ（カン、ナレーター）
- 海底少年マリン（ガイド）

1973年
- 赤胴鈴之助
- ジャングル黒べえ
- ど根性ガエル（坊や）

1974年
- 星の子チョビン（チョビン）

1975年
- 一休さん（五条露〈やんちゃ姫〉）
- イルカと少年（マリーナ）

1976年
- アラビアンナイト シンドバットの冒険（九官鳥 / シェーラ）
- 超電磁ロボ コン・バトラーV（コスモバード）
- リトル・ルルとちっちゃい仲間
- ろぼっ子ビートン（ビートン〈2代目〉）

1977年
- ジェッターマルス（メルチ）
- 超合体魔術ロボ ギンガイザー（ヨシオ）

1978年
- 銀河鉄道999（1978年 - 1981年、スルー、クロサリス）
- ピンクレディー物語 栄光の天使たち（お話し）
- 星の王子さま プチ・プランス（マイケル）
- 無敵鋼人ダイターン3（1978年 - 1979年、戸田突太〈トッポ〉）

1979年
- 機動戦士ガンダム（1979年 - 1980年、ミライ・ヤシマ、カツ・ハウィン）
- 花の子ルンルン（キャトー）

1980年
- あしたのジョー2（1980年 - 1981年、サチ）
- 釣りキチ三平（ユリ）
- 伝説巨神イデオン（1980年 - 1981年、イムホフ・カーシャ）
- メーテルリンクの青い鳥 チルチルミチルの冒険旅行（チレット）
- ふた子のモンチッチ（モンチッチくん）

1981年
- カバ園長の動物園日記（マサル）
- ハニーハニーのすてきな冒険（フローレル姫）
- めちゃっこドタコン（団チョビ子）

1982年
- あさりちゃん（カケス）
- Dr.スランプ アラレちゃん（1982年 - 1984年、アン子）
- 忍者ハットリくん（1982年 - 1987年、ツバメ）
- パタリロ!・ぼくパタリロ!（パタリロ・ド・マリネール8世）

1983年
- イーグルサム（グズラン）
- 吾輩は犬である ドン松五郎の生活（お銀）

1984年
- コアラボーイコッキィ（ルイス）
- とんがり帽子のメモル（グレイス）

1985年
- オバケのQ太郎（1985年 - 1987年、ドロンパ）
- 機動戦士Ζガンダム（ミライ・ノア）

1988年
- シティーハンター2（ナリオ）

1989年
- 藤子・F・不二雄アニメスペシャル SFアドベンチャー T・Pぼん（ブヨヨン）

1991年
- どろろんぱっ!（小野小町）

2003年
- 高橋留美子劇場（シマちゃん）

2008年
- おじゃる丸（花実）

2011年
- 日常（ナレーション）

2013年
- まおゆう魔王勇者（夢魔鶫）

2014年
- スペース☆ダンディ（ヨーコ）

### 劇場アニメ
1969年
- 巨人の星（星明子）
- 巨人の星 行け行け飛雄馬（星明子）
- 長靴をはいた猫

1970年
- 巨人の星 大リーグボール（星明子）
- 巨人の星 宿命の対決（星明子）
- ちびっ子レミと名犬カピ（ベアトリーチェ）

1977年
- 新・巨人の星（明子）

1980年
- あしたのジョー
- サイボーグ009 超銀河伝説（001 / イワン）

1981年
- あしたのジョー2
- 機動戦士ガンダム（ミライ）
- 機動戦士ガンダムII 哀・戦士編（ミライ）
- 世界名作童話 白鳥の湖（マルガリータ）

1982年
- 機動戦士ガンダムIII めぐりあい宇宙編（ミライ）
- 巨人の星（星明子）
- セロ弾きのゴーシュ（ねこ）
- 伝説巨神イデオン 接触篇 / 発動篇（イムホフ・カーシャ） - 2作品
- 浮浪雲（お花）

1983年
- 忍者ハットリくん ニンニンふるさと大作戦の巻（ツバメ）
- パタリロ! スターダスト計画（パタリロ）
- まんがイソップ物語（母アリ）

1984年
- 忍者ハットリくん+パーマン 超能力ウォーズ（ツバメ）

1985年
- とんがり帽子のメモル（グレイス）
- 忍者ハットリくん+パーマン 忍者怪獣ジッポウVSミラクル卵（ツバメ）

1986年
- オバケのQ太郎 とびだせ! バケバケ大作戦（ドロンパ）

1987年
- オバケのQ太郎 とびだせ! 1/100大作戦（ドロンパ）

1988年
- 機動戦士SDガンダム（ミライ）
- 機動戦士ガンダム 逆襲のシャア（ミライ・ヤシマ）

1999年
- ドラえもん のび太の宇宙漂流記（リアン）

2000年
- 機動戦士ガンダム 特別版（ミライ・ヤシマ）
- 機動戦士ガンダムII 哀・戦士編 特別版（ミライ・ヤシマ）
- 機動戦士ガンダムIII めぐりあい宇宙編 特別版（ミライ・ヤシマ）

2005年
- 機動戦士ΖガンダムII A New Translation -恋人たち-（ミライ・ノア）

2006年
- 機動戦士ΖガンダムIII A New Translation -星の鼓動は愛-（ミライ・ノア）

### OVA
- BIRTH（1984年、モンガー[40]）
- 機動戦士SDガンダム（1989年、ミライ）
- ジャイアントロボ THE ANIMATION -地球が静止する日（1995年、サニー・ザ・マジシャン[40]）

### ゲーム
2020年の出演作品は生前の収録音声を使用したライブラリ出演。
1984年
- 機動戦士ガンダム PART-2 翔ベ！ガンダム（ミライ・ヤシマ）

1992年
- 天外魔境II 卍MARU（おミル、巻貝法師）

1993年
- サイボーグ009（001 / イワン・ウイスキー、ヘレナ）
- SWITCH（スラップ君）

1995年
- 機動戦士ガンダム（ミライ・ヤシマ、カツ・ハウィン）

1996年
- 機動戦士ガンダム ver.2.0（ミライ・ヤシマ、レツ）

1997年
- スーパーロボット大戦シリーズ（1997年 - 2020年、イムホフ・カーシャ） - 4作品

1999年
- 魔女っ子大作戦（ポロン）

2000年
- スーパーロボット大戦（2000年 - 2001年、戸田突太） - 3作品

2000年
- SDガンダム GGENERATION シリーズ（2000年 - 2011年、ミライ・ヤシマ / ミライ・ノア） - 5作品

2003年
- 機動戦士ガンダム めぐりあい宇宙（ミライ・ヤシマ）

2011年
- 機動戦士ガンダム オンライン（ミライ）
- リトルビッグプラネット2（ビクトリア・ヴォン・バシースフィア）

### パチスロ
- パチスロ あしたのジョー2（2013年、サチ）

### 吹き替え

#### 映画
- 激突!（ラジオのDJ） ※テレビ朝日版

#### 海外ドラマ
- 奥さまは魔女 #193（スージー人形）
- すてきなサンディー（サンディ・ダンカン）
- 虹をつかむネコ（フェリシア）
- マペット・ショー（ワンダ）

#### 海外アニメ
- チンチンの冒険（チンチン）
- ラムヂーちゃん（ラムヂー）

### 特撮
- ウルトラマンレオ（わんぱく怪獣タイショーの声、第40話の人形の声）
- スーパーロボット レッドバロン（第17話のメカ少女あづさの声）
- チビラくん（ドナールのボスの声、ハレハレの声、シヘラの声）

### ラジオ
- ラジオ深夜便 時代を創った声（NHKラジオ第1、2019年3月3日放送）※ 自伝を語った。
- いちご列車（TBSラジオ）
- パックインミュージック（TBSラジオ）[12]
- 月刊 愛川欽也 キンキンのパックインミュージック（TBSラジオ）
- ヤングスタジオLOVE（TBSラジオ）
- いう気リンリン 那智チャコワイド（文化放送）
- キンキンのサタデー歌謡ベストテン（文化放送）[12]
- 伊東四朗のあっぱれ土曜ワイド（文化放送）
- 那智チャコ ハッピーフレンズ（文化放送）[12]
- 野沢那智の夕方フレンズ（You Got a Friends）（文化放送）
- もうやめられない ナッチャコのおじゃまな関係（ニッポン放送）

### テレビドラマ
- キイハンター第171話「おばけ怪獣大戦争」(ユミ人形の声/ノンクレジット)
- おれは男だ!第7話「真夜中に愛をこめて！」（ラジオのDJ）
- スターダッシュナンバー1（寮母）

### CM
- KDDI 沖縄セルラー電話（auブランド）「auスマートパス・アプリ取り放題」編（星明子）
- 亀田製菓  ハッピーターン（ナレーション、1983年）

### 人形劇
- 飛べ!孫悟空（TBS） - 魔女
- ペペとミミ（NHK教育） - コロコロ

### テレビ番組
- 理科教室小学校4年生（NHK、コスモ）
- 俳句王国（2004年、NHK衛星第2テレビジョン）
- 世界の結婚式（TBS） - ナレーター
- TVジョッキー歌の星座（1970年、TBS） - 司会
- 明色お笑いゲーム合戦（毎日放送） - 司会

### その他コンテンツ
- 郵便局 - ATMの音声
- 東映まんがまつり・予告編ナレーター（1970年代）

## 音楽
- 野沢那智とデュエット
  - 青山レイニィ・ナイト
  - おいらケムケム
  - テレフォンラブ
- 青山レイニィ・ナイト（古川登志夫とデュエット）
- オー・チン・チン（ハニー・ナイツ、フール・サンズと共演） ※アストロミュージック盤
- おれは怪物くんだ
- 怪物くん音頭
- キラキラ輝く太陽（「イルカと少年」主題歌）
- クックロビン音頭（SLAPSTICKと共演）[72]

## 著書
- TBSパックインミュージック制作班（著）：（野沢那智、白石冬美版）「＜続々＞もう一つの別の広場」ブロンズ社 1970年 ※「もう一つの別の広場」は年代別バージョンあり。
- 灘本唯人 (イラスト)：「チャコの童話集 おしゃべりな花」山梨シルクセンター出版部（サンリオ）1973年
- 『妖精志願』偕成社、1975年8月。
- 『十二人の猫たち』話の特集、1978年12月25日。
- 『真夜中の笑い猫』風門社、1984年4月25日。
- 「猫のしっぽ 101匹猫の俳句大行進」河出書房新社 1992年
- 『天使を呼ぶ魔法、教えます。 明るい心になれる光り色のレシピ』大和出版 1993年
- 『休みの日は、なまけよう日 自分をもてなす36の素敵な方法』大和出版 1995年

## 連載
- 「おしゃべりでつくる絵本」月刊DONDON（ドンドン） 日本ジャーナル出版 1976〜1977[注 5]